# Loopbaan
Een loopbaan of (Frans) carrière is de reeks van maatschappelijke posities die iemand achtereenvolgens inneemt (en ontwikkeling daarbinnen). Een loopbaan begint met het betreden van de arbeidsmarkt.
Een bijzondere vorm van een loopbaan is de zogenaamde zigzagcarrière, waarin men niet zozeer binnen een bepaalde discipline opklimt, maar bewust meer dan eens van discipline verandert. Hieruit komen veelal generalisten voor in plaats van specialisten. Door de Vlaamse Voka wordt advies gegeven hoe bedrijven dergelijke carrières in hun organisaties kunnen opnemen.